# Bruno Rojas

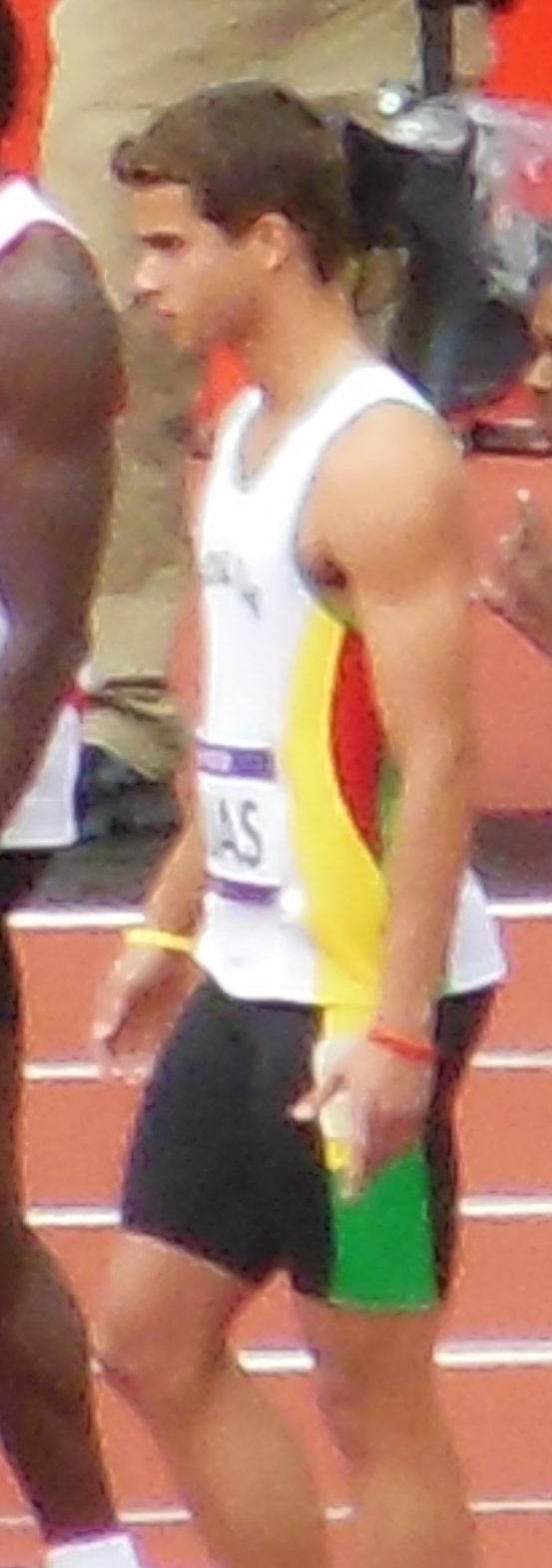
Bruno Rojas em 2012

Artur Bruno Rojas (Cochabamba, 27 de maio de 1993) é um velocista boliviano. Ele competiu nos 100 metros nos Jogos Olímpicos de 2012, em Londres.